# Niebendorf
Niebendorf war bis 1957 eine eigenständige Gemeinde und ist seit 2003 gemeinsam mit der ebenfalls ehemaligen Gemeinde Heinsdorf nach dem Zusammenschluss als Niebendorf-Heinsdorf ein Ortsteil der Stadt Dahme/Mark im Landkreis Teltow-Fläming in Brandenburg.

## Geographische Lage
Niebendorf liegt nordwestlich des Stadtzentrums; nördlich davon der weitere Ortsteil Wahlsdorf, gefolgt von Liepe im Nordwesten. Im Uhrzeigersinn folgen die weiteren Ortsteile Buckow, Gebersdorf, Rietdorf (zu Ihlow (Fläming)) sowie Illmersdorf, das ebenfalls zu Ihlow gehört. Westlich schließen sich die Ortsteile Hohenseefeld, Niederseefeld und Waltersdorf der Gemeinde Niederer Fläming an. Südöstlich liegen Heinsdorf sowie das Waldgebiet Illmersdorfer Holz, nordnordwestlich die Niebendorfer Heide sowie die nördlich gelegene Wahlsdorfer Heide.

## Geschichte und Etymologie

### 13. bis 18. Jahrhundert

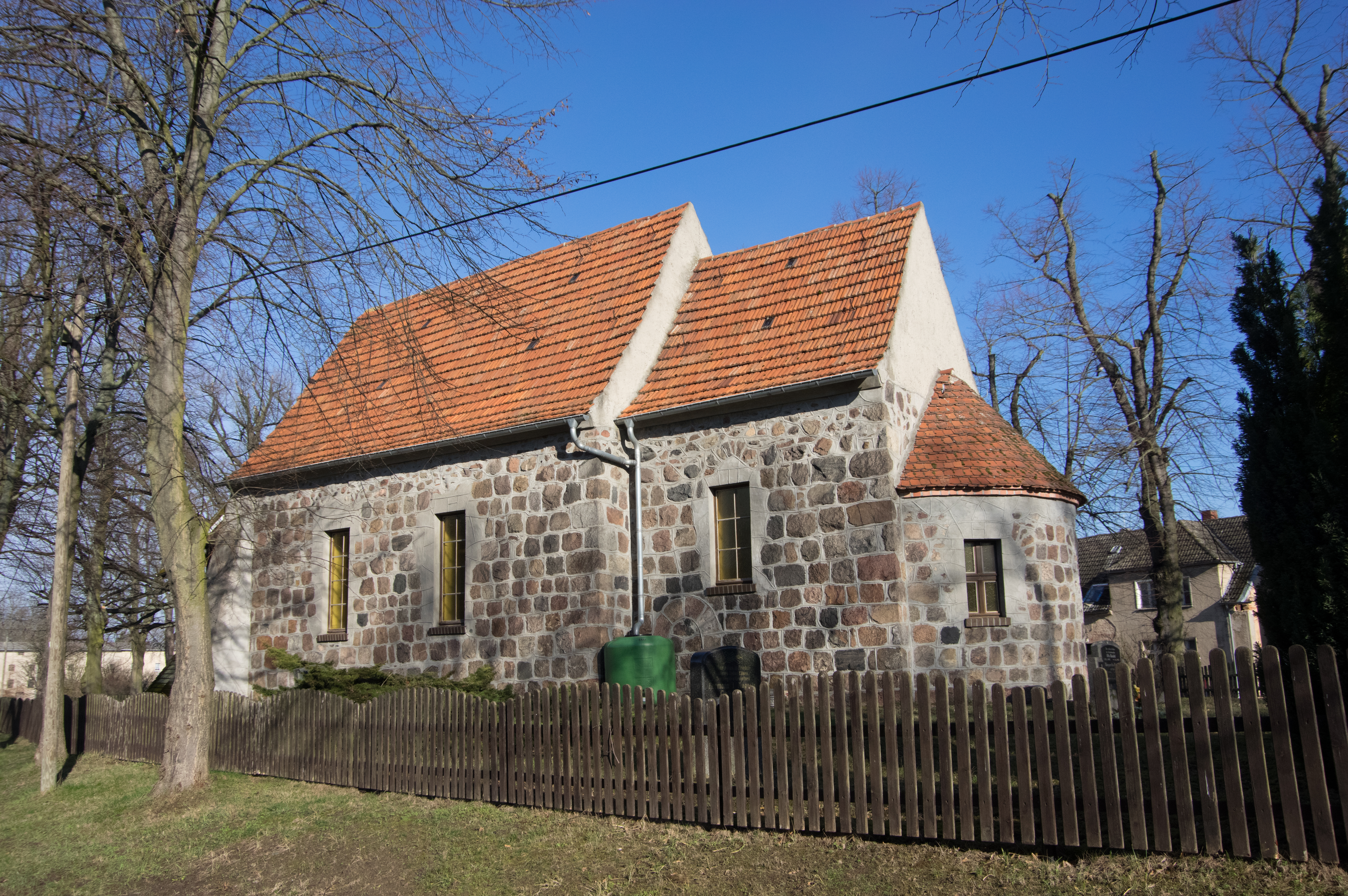
Dorfkirche Niebendorf

Niebendorf wurde 1405 erstmals Nywendorff erwähnt, dürfte jedoch schon weit vorher bestanden haben. Das Brandenburgische Landesamt für Denkmalpflege und Archäologische Landesmuseum (BLDAM) geht davon aus, dass die im Ort vorhandene Feldsteinkirche bereits in der ersten Hälfte des 13. Jahrhunderts entstand. Das Angerdorf gehörte zu dieser Zeit als Exklave zur Pflege Schlieben, dem späteren Amt Schlieben in Kurfürstentum Sachsen. In einer Urkunde aus dem Jahr 1405 übertrug Kurfürst Rudolf III. das Lehen von Balthasar von Schlieben an Hans und Heinrich von Köckritz. Die von Köckritz teilten den Besitz im Jahr 1421 auf: Eine Hälfte behielten sie, während die andere Hälfte, das halbe dorff nywendorff an einen Herrn Wildenhayn sowie dessen Neffen Büden überging. Die Trennung der Grundherrschaft dauerte jedoch nur 20 Jahre an, denn bereits 1441 war der Ort wiedervereint. Zu dieser Zeit übertrug Friedrich II. den gesamten Ort an Otto von Schlieben. Unter seiner Herrschaft wurde 1529 Waltersdorf als Vorwerk von Niebendorf erwähnt. In diesem Adelsgeschlecht, das seinen Stammsitz im benachbarten Baruth/Mark hatte, gab es zum Ende des 16. Jahrhunderts drei Brüder. Im Zuge einer Erbteilung drittelten sie den Baruther Besitz im Jahr 1580 untereinander auf und einer der Brüder erhielt Niebendorf, Heinsdorf und Waltersdorf. Er verpachtete es mit Wirkung vom 13. August 1584 an Wolff von Löser. Seine Familie hielt das Gut über den Dreißigjährigen Krieg hinaus.
Vor 1685 kam der Ort in den Besitz des Grafen zu Solms-Baruth. Seine Frau, die Gräfin zu Solms-Baruth, geborene Freiin von Lützelburg war wiederum die erste Frau des Grafen Friedrich Siegismund II. zu Solms-Baruth, der den Bau der Baruther Glashütte initiierte. Doch auch sie hielten das Gut nicht lange, sondern veräußerten es zusammen mit Waltersdorf im Jahr 1705 den Juristen Johann Heinrich von Berger. Er ließ eine Gutsschäferei errichten, deren Existenz 1722 erstmals erwähnt wurde. Seine Frau Maria Sophia Jacob gebar insgesamt acht Kinder. Der jüngste Sohn, Johann August von Berger, übernahm Niebendorf sowie Waltersdorf. Die Familie von Berger stattete die Dorfkirche mit einer üppigen, barocken Kirchenausstattung aus, die im Dehio-Handbuch als „einheitlich, stimmungsvoll“ beschrieben wird. Nach dem Siebenjährigen Krieg kam Niebendorf im Jahr 1769 an den Amtmann August Sigismund Richter zu Dahme. Drei Jahre später wurde Niebendorf in ein Allod umgewandelt und gelangte 1789 in den Besitz der Familie Krüger.

### 19. Jahrhundert

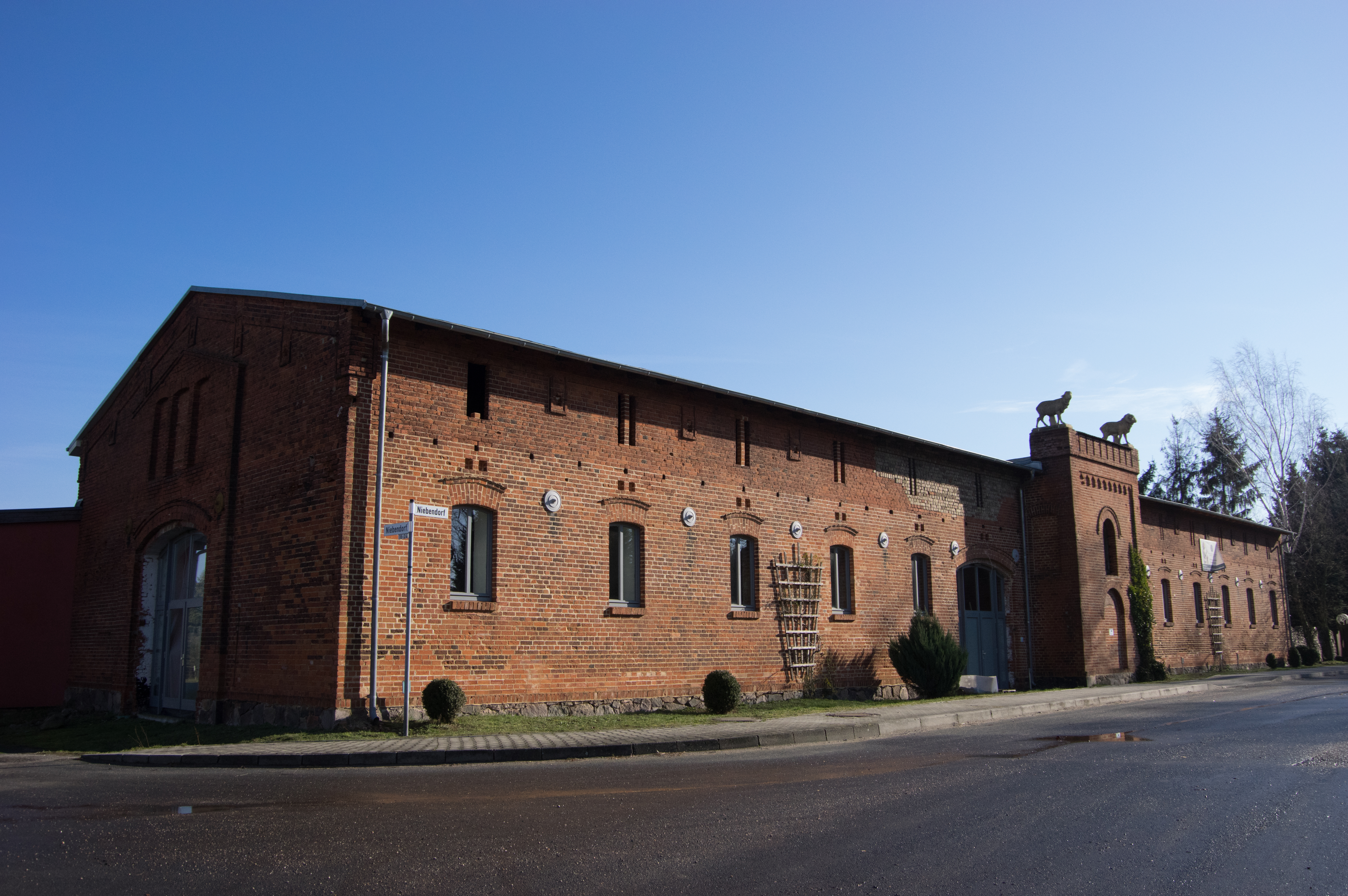
Schafstall, vermutlich um 1863

Aus dem Jahr 1809 ist ein Johann Gottlob Krüger als Besitzer bekannt. Nach dem Wiener Kongress wurden die Exklaven aufgehoben und Niebendorf gelangte wie Heinsdorf in den 1816 neu gegründeten Kreis Jüterbog-Luckenwalde und damit zu Preußen. Das Ortschafts-Verzeichniß des Regierungs-Bezirks Potsdam nach der neuesten Kreiseintheilung vom Jahre 1817 weist für das Jahr 1817 insgesamt 98 Einwohner im Ort auf, die der Familie Krüger unterstanden. 1820 erschien der Name Niebendorf im Brandenburgischen Namensbuch – allerdings ergänzt durch den Hinweis, dass im Volksmund auch von Nindorf die Rede sei. Aus dem Jahr 1819 ist der Amtmann Christian Friedrich Schulz überliefert. Er war mit Louise Schulze, geborene Krüger verheiratet und verstarb am 9. April 1846. Im Vollständigen Staats-, Post- und Zeitungslexikon von Sachsen aus dem Jahr 1820 sind für Niebendorf eine Windmühle, 16 Häuser und 126 Einwohner dokumentiert, die vom Ackerbau lebten. Auch hier erschien der Name Nindorf.
Das Gut kam im Jahr 1850 an den aus Petkus stammenden Kommissionsrat Ferdinand Adolph Schulz. Schulz hatte die Leitung der Baruther Glashütte übernommen, hatte dort technische Innovationen vorgenommen und war so offenbar vermögend geworden. Auf sein Geheiß hin wurde vermutlich um 1863 ein Schafstall errichtet, der im 21. Jahrhundert noch vorhanden ist und mittlerweile unter Denkmalschutz steht. Schulz verstarb am 23. März 1883 und das Gut kam an seine Witwe Agnes Schulz sowie weitere Familienmitglieder. Schulz’ Tochter Alma wiederum veräußerte um 1890 das Gut an Ernst Wagemann. Das Rittergut mit Rustikalbesitz umfasste zu jener Zeit 389 ha, dazu gehörte eine Dampfbrennerei. Schwerpunkt war die Yorkshire-Schweinezucht sowie die Rambouillet-Schäferei. Der Leutnant der Reserve (der Landwehr-Kavallerie) hielt Niebendorf rund 15 Jahre und verkaufte es im Jahr 1905 an Walter Trittel, Sohn des Amtsrates Franz Theodor Trittel. Die Besitzdaten zum Rittergut von 1907 liegen dazu genau vor, 464 ha Gesamtfläche, In den Ställen 450 Schweine, 122 Rindvieh, davon 58 Kühe, also doch ein relativ großer Landwirtschaftsbetrieb.

### 20. Jahrhundert
Am 20. Dezember 1900 nahmen die Jüterbog-Luckenwalder Kreiskleinbahnen ihren Betrieb auf. Eine Zweigstrecke verlief dabei von Jüterbog nach Hohenseefeld. Trittel setzte sich dafür ein, dass Mitte der 1920er Jahre vom Bahnhof Heinsdorf-Niebendorf ein Anschluss zu seinem Gutshaus gelegt wurde: Fahrzeuge kamen auf diesem Teilabschnitt jedoch nicht zum Einsatz, vielmehr nutzte Trittel Pferde, um die Waggons zur Anschlussstelle zu befördern. Um 1914 pachtete Trittel noch für einige Jahre einen kleinen Teil des Rittergutes Stülpe hinzu, das Vorwerk Holbeck. Trittel, der ursprünglich eine militärische Karriere anstrebte, suchte im Militär-Wochenblatt aus dem Jahr 1919 einen Verwalter für das 1800 Morgen große Gut. Für die ausgeschriebene Stelle als „Inspektor“ sollte der Bewerber unverheiratet sein und sich mit Zeugnisabschriften und Gehaltsvorstellung an das Rittergut wenden. 1923 ließ er das ursprünglich neunachsige Gutshaus um einen dreiachsigen Anbau verlängern. Es diente als Kontor für den Verwalter. 1928 wurden die Gutsbezirke als zumal eigenständiger Ort aufgelöst und das Gut wurde mit der Gemeinde vereinigt. Für die Zeit vor der großen Wirtschaftskrise, 1929, liegen die letzten amtliche veröffentlichten Zahlen zu den Rittergütern in der Provinz Brandenburg vor. Demnach hatte Niebendorf eine Gesamtfläche von 464 ha und 250 Schafen in den Stallungen sowie 120 Schweine; 35 Pferde hielten den Betrieb aufrecht.
Im Zweiten Weltkrieg wurde Niebendorf am 21. April 1945 durch die Roten Armee besetzt und der Rittergutbesitzer Walther Trittel erschossen. Das gleiche Schicksal traf den Niebendorfer Kaufmann und Landwirt Albert Baumgart. Nach seiner Verhaftung am 27. Dezember 1945 warf ihm die SMAD Kriegsverbrechen vor und erschoss ihn am 17. Januar 1946. Baumgart wurde am 31. Januar 2002 rehabilitiert. Im Zuge der Bodenreform wurden bereits im Herbst 1945 insgesamt 501,4 Hektar Land an Neubauern und Umsiedler verteilt, darunter 337,8 Hektar Acker, 128,9 Hektar Wald und 12,1 Hektar Wiesenflächen. Um Neubauernhöfe zu schaffen, wurde das Gutshaus durch den SMAD-Befehl Nr. 209 abgerissen und das Material genutzt, um neue Wohnungen und Ställe zu errichten. Übrig blieben ein Gebäudeteil, der sich südlich an das Gutshaus anschloss sowie der 1923 errichtete Anbau, der in der Zeit der DDR unter anderem als Eierannahmestelle diente und daher im Volksmund als Eierhäuschen bezeichnet wurde. Ab 1952 wurde der Ort von Potsdam aus verwaltet. Die dortige Verwaltung kämpfte mit einer zunehmenden Flucht aus der DDR nach deren Gründung. Hinzu kamen geringe Erträge, so dass sich der Kreis Luckenwalde 1953 dazu entschloss, die verlassenen landwirtschaftlichen Betriebe zu übernehmen. Es entstand ein Örtlicher Landwirtschaftsbetrieb (ÖLB), die Vorläufer der Landwirtschaftlichen Produktionsgenossenschaften (LPG). Gleiches geschah im benachbarten Heinsdorf, so dass 1957 nicht nur die ÖLBs, sondern auch die beiden Dörfer vereint wurden. Die zusammengeschlossenen ÖLBs gingen 1958 in das Volkseigene Gut Saatzucht Petkus über. Die Verwaltung saß im Eierhäuschen, während im südlichen Anbau von 1958 bis 1962 Studentinnen der Pädagogischen Hochschule Potsdam einquartiert waren. Die ehemalige Brennerei wurde zur Stellmacherei; der marode gewordene Schornstein Anfang der 1960er Jahre gesprengt. Mit Wirkung zum 1. Januar 1969 kam es zu einem Zusammenschluss der LPGn aus Petkus, Ließen, Merzdorf, Buckow, Liepe, Wahlsdorf, Niebendorf-Heinsdorf mit dem VEG zur Kooperativen Abteilung Pflanzenproduktion Niederer Fläming-Petkus, die wiederum 1973 in eine Zwischenbetriebliche Einrichtung Pflanzenproduktion Niederer Fläming überging. Der Gutshof diente dabei nur noch als Technikstützpunkt. Nach dem Auszug der Studentinnen wurde der Anbau ab Ende der 1960er Jahre kaum noch genutzt und stand weitgehend leer. 1976 erfolgte ein Umbau zu einem Wohngebäude. Statische Berechnungen ergaben dabei, dass ein Ausbau des Dachgeschosses möglich war und so durch einen Ausbau 12 statt der ursprünglich 10 geplanten Wohnungen errichtet werden konnten. Die Trennwände wurden aus Asbest errichtet, die Zwischenräume mit Kamilit gefüllt. Mitte der 1980er Jahre wurde auch das ehemalige Kontor umgebaut und der Uhrenturm abgerissen.
Nach der Wende entstand im Ort im Jahr 1990 aus dem VEG die Saatzucht Petkus GmbH. Seit 1993 gehört Niebendorf-Heinsdorf zum Landkreis Teltow-Fläming. Die volkseigenen Flächen gingen an die Treuhandanstalt und von dort ab 1995 an die BVVG, die wiederum die Ackerflächen sowie Teile des Gutshofs veräußerte. 1997 wurde der Schafstall unter Denkmalschutz gestellt. Ein wesentlicher Grund waren die auf dem Mittelrisalit befindlichen Sandsteinfiguren: Zwei Schafe, die vermutlich der Tierbildhauer Wilhelm Wolf Anfang des 19. Jahrhunderts schuf.

### 21. Jahrhundert
2005 zog ein Informationszentrum für alternative und ökologische Berufe in das Gebäude ein. 2009 begannen umfangreiche Sanierungsarbeiten an der Kirche, die durch einen Förderverein initiiert und begleitet wurden. Bei ersten Aufräumarbeiten auf dem Dachboden kamen die Fragmente zweier Taufengel zum Vorschein, von denen einer der benachbarten Kirchenruine Heinsdorf zugeschrieben werden konnte. Bereits ein Jahr später konnte der barocke Altar, 2011 die Deckenbemalung saniert werden. Im gleichen Jahr folgte der Taufengel sowie 2012 die Emporen.

## Kultur und Sehenswürdigkeiten
- Die Dorfkirche Niebendorf ist eine spätromanische Feldsteinkirche mit einer umfangreichen, barocken Ausstattung.
- Der Schafstall entstand vermutlich um 1863 und steht seit 1997 unter Denkmalschutz. In dem zweigeschossigen Ziegelbau stehen oberhalb eines Mittelrisalits, der mit Zinnen verziert ist, zwei Tierfiguren aus Sandstein. Sie zeigen einen Schafbock sowie ein Mutterschaf und stammen aus der Werkstatt des Tierbildhauers Wilhelm Wolff.
- Der Roman Bastard und Held des Flämings von August Krause spielt unter anderem in Niebendorf.

## Wirtschaft und Infrastruktur

### Wirtschaft
Neben landwirtschaftlichen Betrieben und einer Gaststätte sind im Ort einige Handwerksbetriebe, darunter ein Bekleidungsgeschäft, tätig. In Niebendorf befindet sich weiterhin ein Puppenladen. Einige Gebäude des ehemaligen Gutshauses werden von einem Verein genutzt, der „Anderen die Möglichkeit der sinnlichen Wahrnehmung von Natur und Kultur ermöglichen“ will.

### Verkehr
- Die Niebendorfer Straße stellt nach Osten eine Verbindung nach Heinsdorf her. Über den Ort besteht mit der Landstraße 70 eine Verbindung zur nördlich gelegenen Bundesstraße 115 und zur südlich gelegenen Bundesstraße 102. Über die Busverbindung 756 besteht ein Anschluss nach Luckenwalde und Dahme/Mark. Die nächstgelegene überregionale Bahnverbindung befindet sich am rund 27 km entfernten Bahnhof Jüterbog.
- Heinsdorf liegt an der Flaeming-Skate und ist Teil des Radwegenetzes Tour Brandenburg.